# Handwerkskammer zu Leipzig

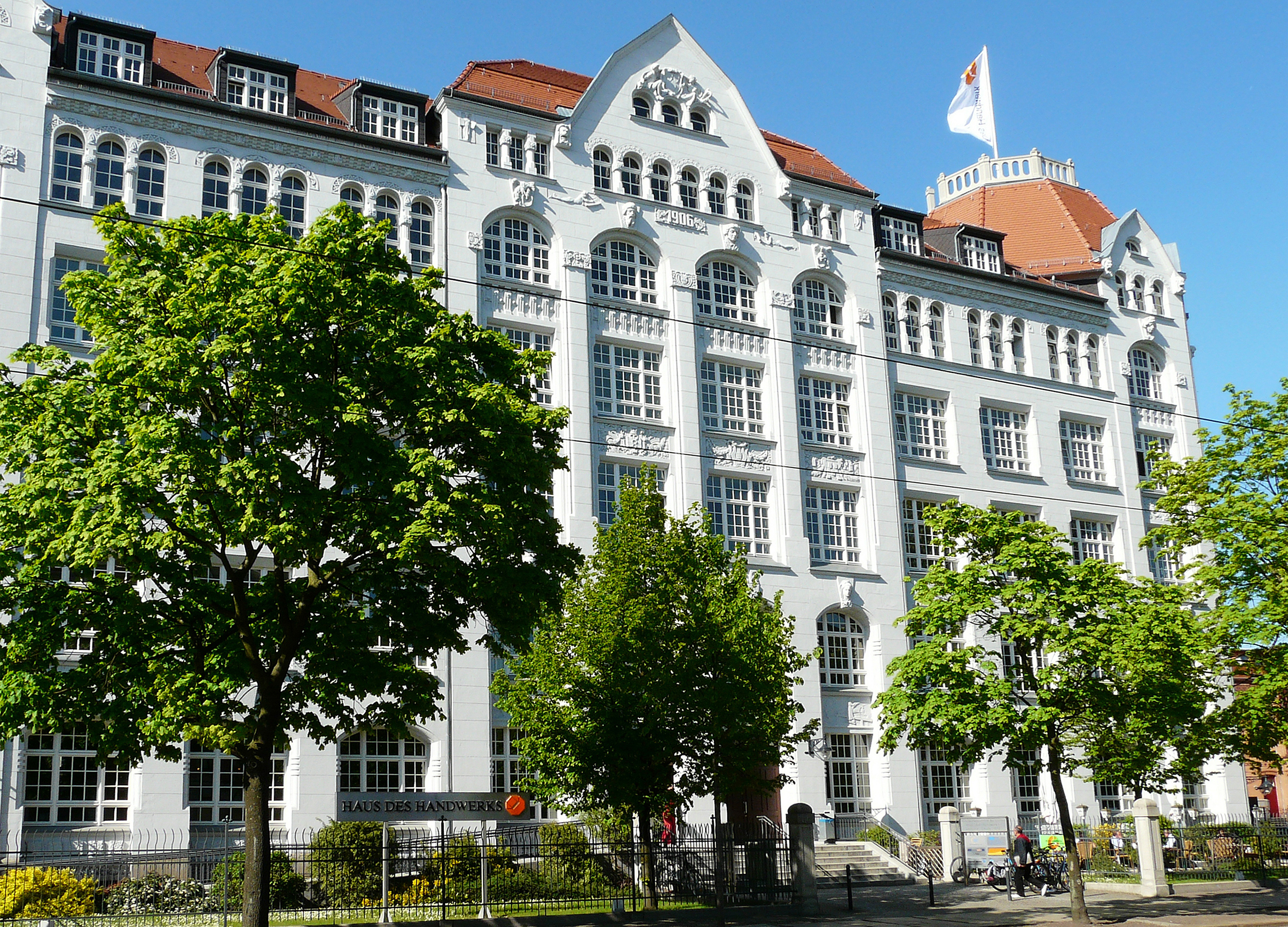
Haus des Handwerks in Leipzig, Sitz der Handwerkskammer Leipzig

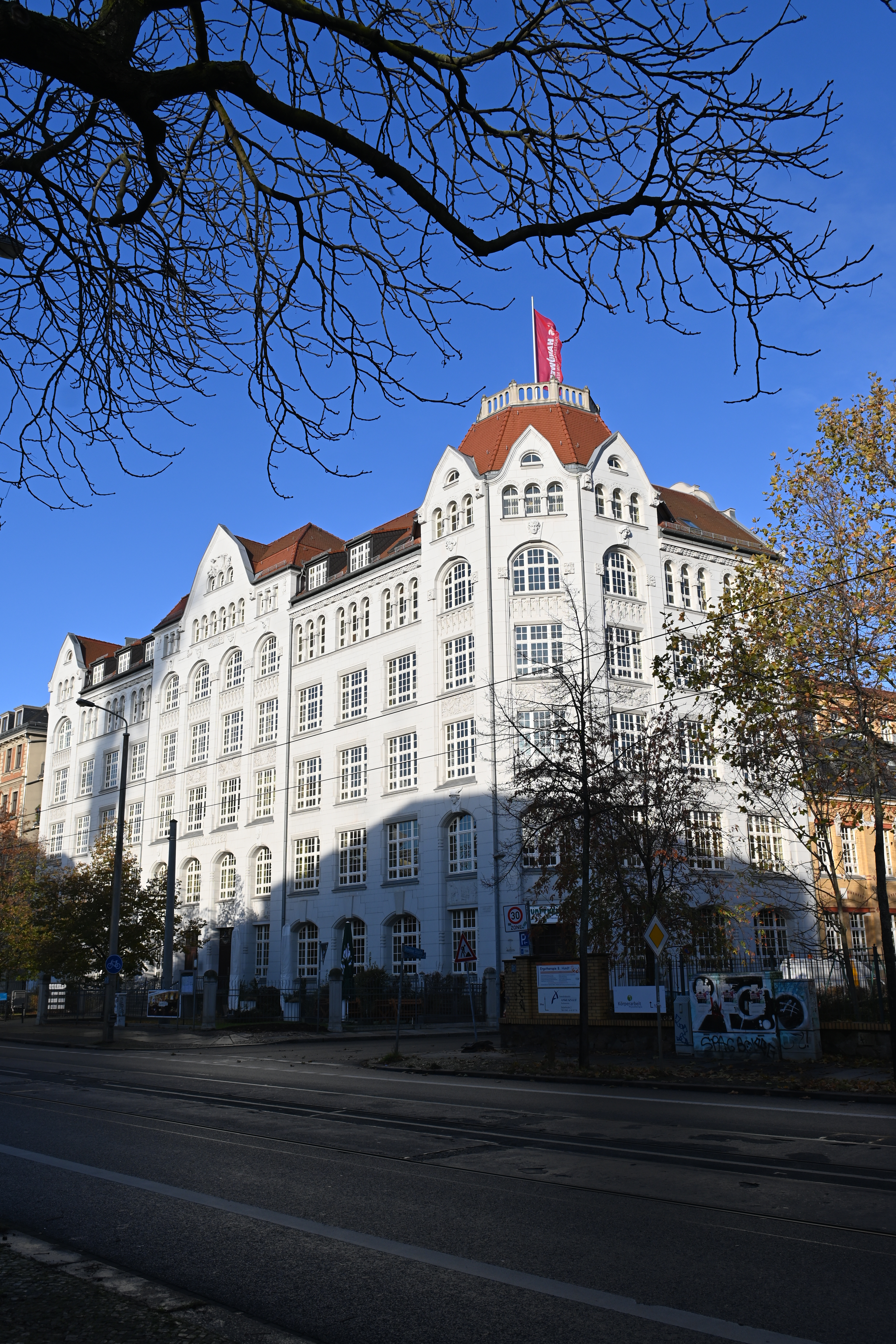
Vorder- und Seitenansicht des l-förmigen Gebäudes

Die Handwerkskammer  zu Leipzig ist eine der drei Handwerkskammern in Sachsen und eine der 53 Handwerkskammern in der Bundesrepublik Deutschland. Sie ist eine als Körperschaft des öffentlichen Rechts organisierte Selbstverwaltungseinrichtung des Deutschen Handwerks. 

## Organisation
Die Handwerkskammer zu Leipzig ist eine Körperschaft des öffentlichen Rechts: Selbständige Handwerker und Arbeitnehmer aus dem Handwerk bestimmen ihre Selbstverwaltung zur Ausgestaltung der Kammeraufgaben. Die Kammer ist Mitglied im Zentralverband des Deutschen Handwerks sowie im Sächsischen Handwerkstag.
Zentrales ehrenamtliches Gremium der Handwerkskammer ist die 36 Personen – 24 Arbeitgeber und zwölf Arbeitnehmer – starke Mitgliederversammlung, die Vollversammlung. Aus deren Reihen wird der Vorstand für jeweils fünf Jahre gewählt. Dieser besteht aus dem Präsidenten, den beiden Vizepräsidenten (= ein Arbeitgeber- und ein Arbeitnehmer-Vertreter) und sechs weiteren Mitgliedern, davon zwei Arbeitnehmervertretern. Die Vollversammlung bestellt den Hauptgeschäftsführer der Handwerkskammer, der an der Spitze des Hauptamtes steht. Der Hauptgeschäftsführer führt das operative Geschäft im Auftrag des Vorstandes. Vertreten wird die Handwerkskammer zu Leipzig von dem Präsidenten Matthias Forßbohm und von dem Hauptgeschäftsführer Volker Lux.
Zum Kammerbezirk Leipzig gehören die Stadt Leipzig sowie die beiden Landkreise Landkreis Nordsachsen und Landkreis Leipzig, dessen Fläche mit dem Landesdirektionsbezirk Leipzig identisch ist. Dort gibt es die zwei Kreishandwerkerschaften – die Kreishandwerkerschaft Leipzig und die Kreishandwerkerschaft Landkreis Leipzig / Nordsachsen – sowie gewerkspezifische Innungen.

## Standorte

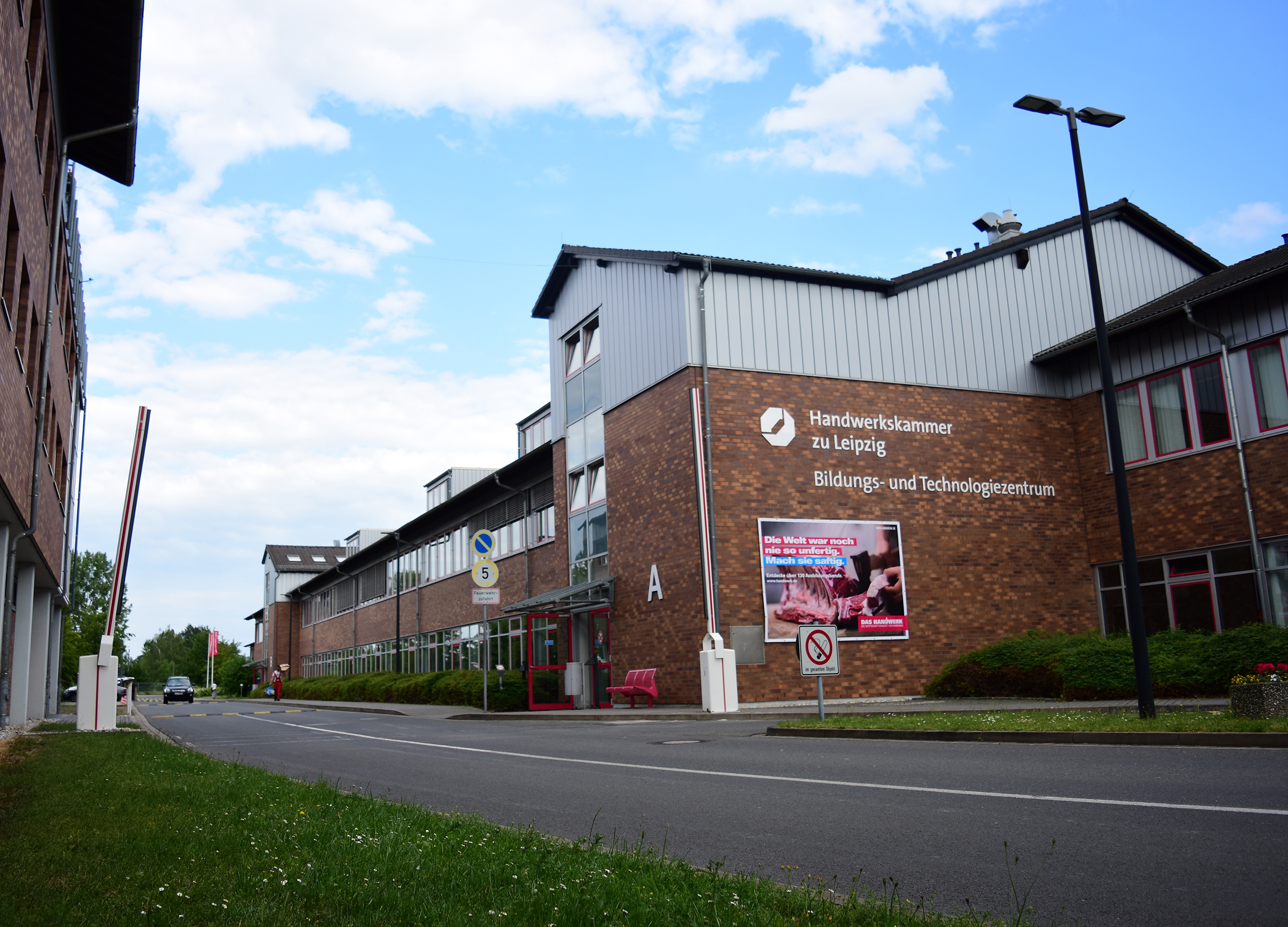
Bildungs- und Technologiezentrum der Handwerkskammer zu Leipzig in Borsdorf

Die Handwerkskammer zu Leipzig hat ihren Sitz im Haus des Handwerks, Dresdner Straße 11/13. Das von Architekt Curt Nebel entworfene Industriegebäude im Graphischen Viertel aus dem Jahr 1907 wurde nach Umbau und Umgestaltung zum modernen Büro- und Geschäftshaus am 24. September 1996 eingeweiht. Das einstige Druckhaus des Oscar Brandstetter Verlags ist ein fünfgeschossiger Bau mit heller Betonwerksteinfassade. 
In Borsdorf, etwa 20 Kilometer östlich von Leipzig, betreibt die Handwerkskammer zu Leipzig ihr Bildungs- und Technologiezentrum mit mehr als 700 Werkstattplätzen, in denen mehr als 30 Handwerksberufe aus- und weitergebildet werden.

## Aufgaben

### Erschließung von Märkten
Die Handwerkskammer zu Leipzig ist Mitglied im Enterprise Europe Network. Das Netzwerk unterstützt Unternehmen bei der Erschließung von Auslandsmärkten und der Umsetzung von Innovationen. Außerdem organisiert die Kammer regelmäßig Veranstaltungen, die auf das Auslandsgeschäft vorbereiten. Dazu gehören Kontakttreffen, Unternehmerstammtische, Ländersprechtage oder Unternehmerreisen in ausgewählte Zielländer. Die Teilnahme an Messen ist eine Vermarktungsmöglichkeit für Produkte und Dienstleistungen des Handwerks. Die Handwerkskammer zu Leipzig bietet ihren Mitgliedsbetrieben Beratung zur Vorbereitung ihrer Messeteilnahme und organisiert Firmengemeinschaftsstände.

### Berufsorientierung
Die Handwerkskammer zu Leipzig unterstützt Jugendliche bei der Berufsauswahl und der Lehrstellensuche. Im Bildungs- und Technologiezentrum der Kammer in Borsdorf findet Berufsorientierung statt. Diese richtet sich an Schüler und Schülerinnen der Klassen sieben bis zehn. Zu diesem Zweck wurden bisher mit 36 Schulen Kooperationsverträge abgeschlossen. Pro Jahr durchlaufen mehr als 2.000 Schüler Berufsorientierungskurse im Bildungszentrum. In den Schulferien haben die Schüler die Möglichkeit, sich bis zu zwei Wochen in verschiedenen Berufsfeldern auszuprobieren. Um Schüler frühzeitig an die Wirtschaft heranzuführen, organisiert die Handwerkskammer den Wettbewerb „Innovativste Geschäftsidee zur Gründung einer Schülerfirma“.

### Überbetriebliche Lehrunterweisung
Im Bildungs- und Technologiezentrum (BTZ) der Handwerkskammer zu Leipzig in Borsdorf wird in über 40 Berufen ausgebildet. Die Lehrlinge durchlaufen hier parallel zur betrieblichen Ausbildung die Überbetrieblichen Lehrunterweisung (ÜLU). Damit wird sichergestellt, dass auch Lehrlingen aus kleinen Handwerksbetrieben alle dem Berufsbild entsprechenden Kenntnisse und Fähigkeiten vermittelt werden. Als Teil der fachpraktischen Ausbildung ergänzt die ÜLU die betriebliche Lehre.

### Meisterausbildung
Im Bildungszentrum der Kammer können Meisterschüler aus dreizehn Gewerken den fachpraktischen und berufstheoretischen Vorbereitungskurs für die Meisterprüfung absolvieren. Der arbeitspädagogische und betriebswirtschaftliche Teil kann sowohl in Leipzig als auch in Borsdorf in Teil- oder Vollzeit besucht werden.

### Denkmalpflege
Die Handwerkskammer zu Leipzig engagiert sich für die Denkmalpflege. Handwerker, die diesen Markt für sich erschließen wollen, haben die Möglichkeit, sich zum Restaurator im Handwerk oder zum Geprüften Fachhandwerker für Denkmalpflege ausbilden zu lassen. Darüber hinaus lobt die Handwerkskammer zu Leipzig aller zwei Jahre den Denkmalpflegepreis aus und unterhält eine Datenbank für Fachbetriebe.

### Naturwissenschaftliche Frühförderung
Sachsen fördert naturwissenschaftliche und technische Frühförderung. Kinder sollen spielerisch lernen und verstehen. Das Handwerk fördert die Initiative, weil frühkindliche Bildung wichtig für den späteren Lern- und Arbeitserfolg im Unternehmen ist. Die Handwerkskammer zu Leipzig fungiert als Projektpartner und schult beispielsweise Betreuerinnen aus Kindertagesstätten in naturwissenschaftlichen Experimenten im Rahmen des Projekts "Kleine Forscher".

## Denkmalpflegepreis der Handwerkskammer zu Leipzig
Seit 1995 vergibt die Handwerkskammer zu Leipzig den Denkmalpflegepreis für herausragende und beispielhafte denkmalpflegerische handwerkliche Leistungen. Prämiert wird hohes handwerkliches Niveau mit denkmalpflegerischen Bestleistungen unter Beachtung der denkmalpflegerischen Auflagen des Denkmalschutzes. Der Preiswettbewerb hat das Ziel, die Öffentlichkeit auf das Anliegen und die kulturelle Notwendigkeit der Denkmalpflege aufmerksam zu machen, die Originalsubstanz unwiederbringlicher Baudenkmäler als Zeugnisse einer abgeschlossenen Kulturepoche zu erhalten, um sie im bestmöglichen Erhaltungszustand an die folgende Generation weiterzugeben.
Die feierliche Preisverleihung erfolgt jeweils zur „denkmal – Europäische Leitmesse für Denkmalpflege, Restaurierung und Altbausanierung“ in Leipzig. Die Preisträger wählt eine Fachjury aus Vertretern regionaler Denkmalschutzbehörden und des Handwerks aus.
Der Denkmalpflegepreis wurde am 25. November 2022 zum 14. Mal vergeben. Er wird für die ersten drei Platzierungen verliehen; die Platzierungen vier, fünf und sechs erhalten eine Anerkennungsurkunde.
Denkmalpflegepreis 2022
- 1. Preis: Baufirma Gruner GmbH, Leipzig: Komplettsanierung eines historischen Vierseithofes in Eula, Ortsteil von Borna[9]
- 2. Preis: Restauratorin und Malermeisterin Sandra Haselbach, Krostitz: Restaurierung einer bauzeitlichen Deckenbemalung von 1864 in Leipzig[10]
- 3. Preis: Wolfgang Herzog GmbH, Leipzig: Wiederherstellung der Dachkuppeln nach historischer Vorlage in Leipzig-Leutzsch[11]
- Anerkennung: Posamentiererin Simone Howe, Taucha: Rekonstruktion und Erneuerung der Posamenten an einem Tête-à-tête von 1877[12]
- Anerkennung: malerwerkstätten.com, Leipzig: Restaurierung und Rekonstruktion von Farbfassungen in der Durchfahrt und den Treppenhäusern, Wurzner Straße 143/143b, Leipzig[13]
- Sonderpreis: Restaurator und Maurermeister Bernd Bubnick, Trebsen: Verdienste in der Denkmalpflege[14][15][16]

Denkmalpflegepreis 2018
- 1. Preis: Malerfachbetrieb Wolf-Christian Heindorf, Leipzig: Rekonstruktion von Treppenhaus / historischen Stuckdecken in der Georg-Schumann-Str. 203 in Leipzig
- 2. Preis: Stuck-Lowe GmbH, Großpösna: Natursteinrestaurierung und Klinkerarbeiten am Stadtpalais „Hugo Wolff“, Täubchenweg 1, Leipzig
- 3. Preis: Forßbohm & Söhne Bauunternehmen GmbH, Markkleeberg: Komplett-Instandsetzung des Mehrfamilienhauses Hahnemannstraße 7 in Leipzig[17]

## Geschichte

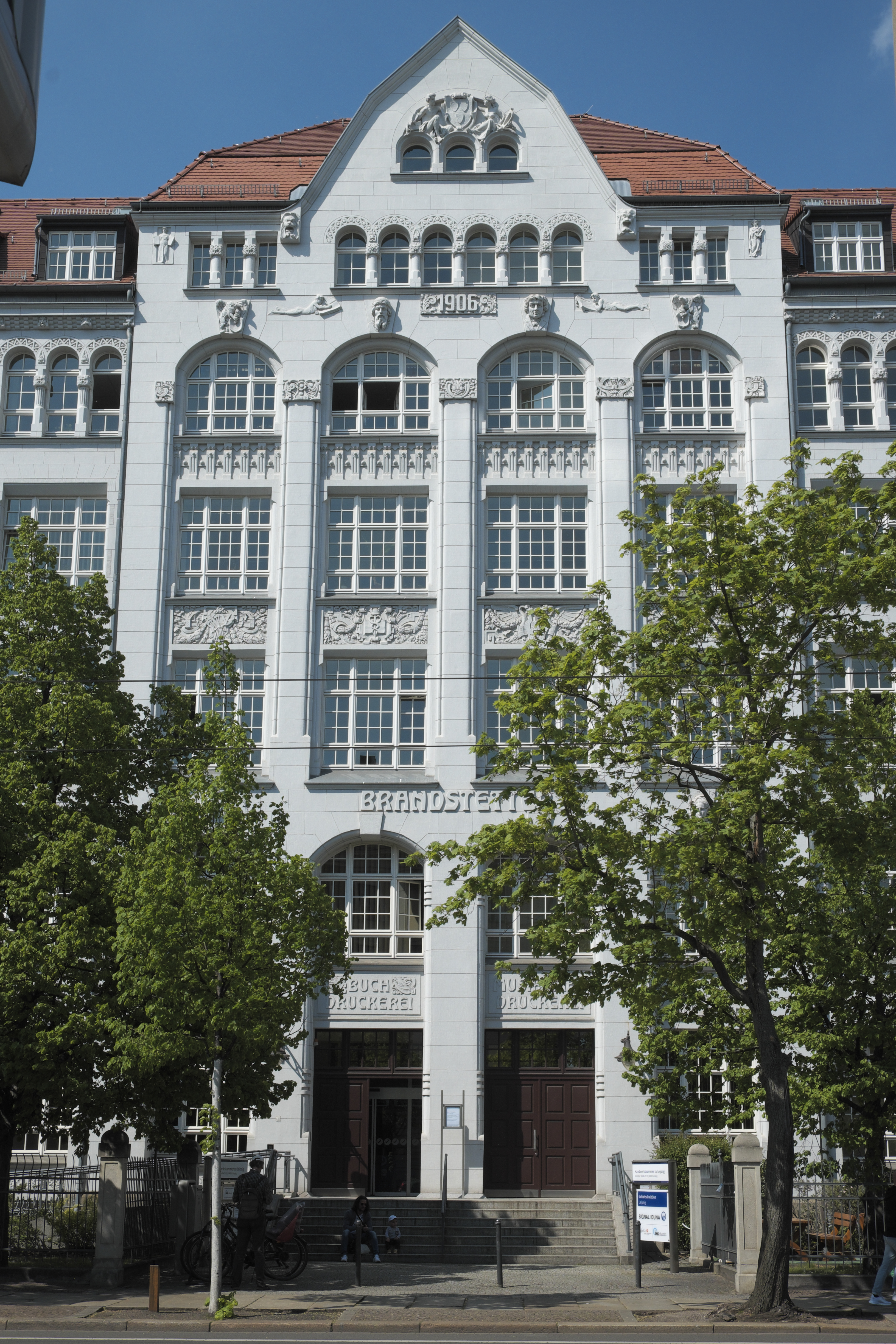
Hauptportal mit Darstellungen druckhandwerklicher Berufe

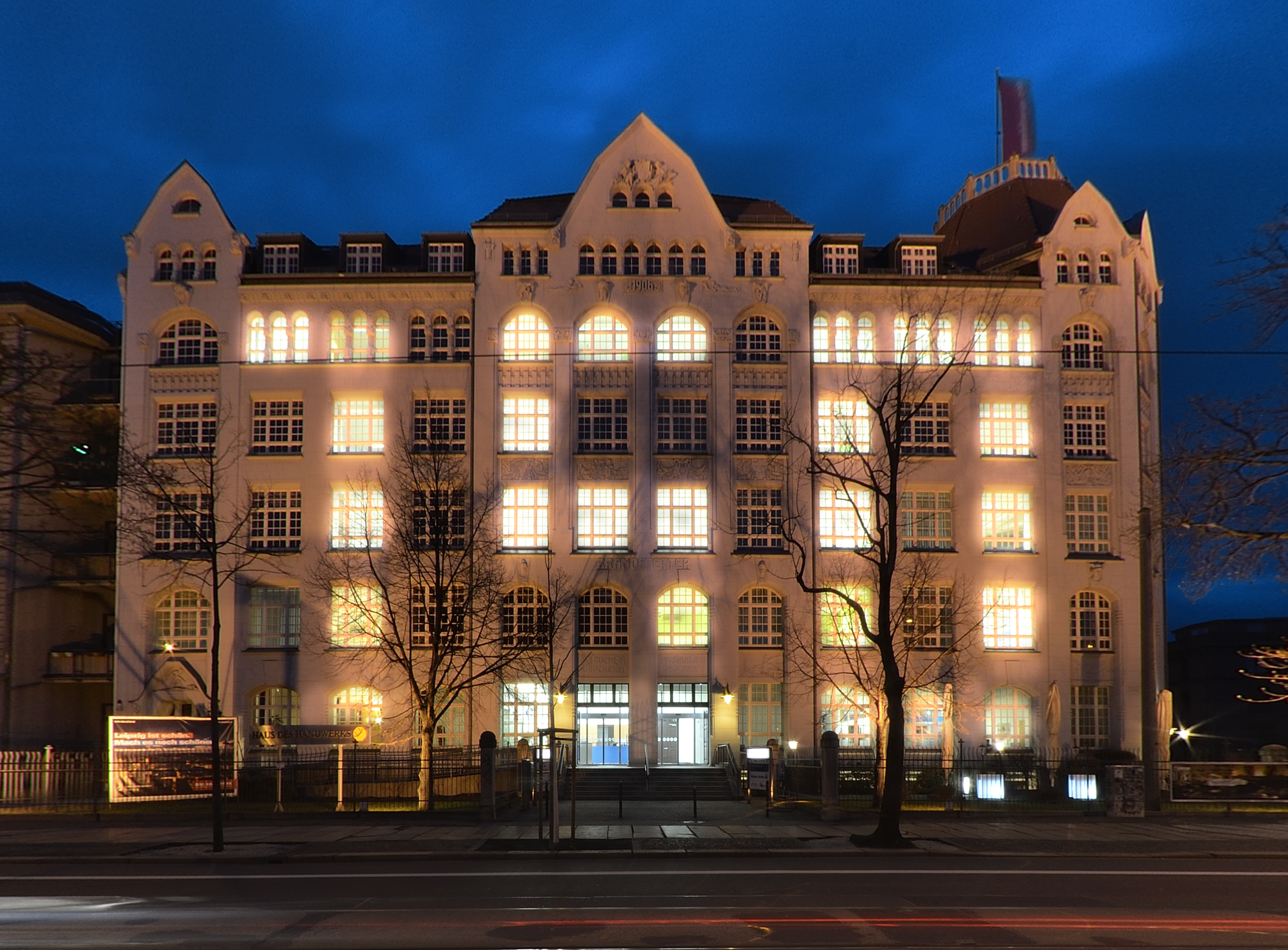
Reales Foto zum realen Jubiläum: 2018 feierte die Handwerkskammer zu Leipzig ihr 150-jähriges Bestehen

Die Geschichte der Handwerkskammer zu Leipzig reicht in das 19. Jahrhundert zurück: Das Sächsische Gewerbegesetz von 1861 verfügte die Bildung von Handels- und Gewerbekammern, in Leipzig fand am 2. August 1862 die konstituierende Sitzung der Handels- und Gewerbekammer Leipzig statt. In dieser waren – anders als heute – alle Gewerbetreibenden organisiert: Industrieunternehmen, Großhändler, Handwerker und Kleingewerbetreibende; Groß- und Kleingewerbe waren in den Kammern in zwei separate Abteilungen getrennt. 
Diese gemeinsame Interessenvertretung in einer Kammer erwies sich für beide Gruppen als ungenügend. 1868 entstand in Leipzig die erste sächsische Gewerbekammer, die Vorgängerin der heutigen Handwerkskammer. Ähnlich wie in den Hansestädten Hamburg, Bremen und Lübeck hatte Leipzig damit relativ früh eine Kammer, die schwerpunktmäßig für das Handwerk zuständig war. Dies begründete sich aus Leipzigs herausragender Stellung als Handelsmetropole.
1897 wurde im damaligen Deutschen Kaiserreich das Handwerksgesetz erlassen, es trat am 1. April 1900 in Kraft. Es beinhaltete unter anderem die Bildung von öffentlich-rechtlichen Körperschaften zur Vertretung des Handwerks – die Handwerkskammern. So gründeten sich überall im Deutschen Reich Handwerkskammern; doch Bremen, Hamburg, Lübeck und Sachsen betrauten ihre Gewerbekammern mit den Funktionen einer Handwerkskammer. 
Am 25. August 2010 zog Leipzigs Kammer von der Gottschedstraße 22i in die Lessingstraße 7. 
In dem Gesetz war die Vertretung des Handwerks seitens der Handwerkskammern als öffentlich-rechtliche Körperschaften gesetzlich festgeschrieben. Die Handwerkskammern wurden als Träger der allgemeinen berufsständischen und öffentlich-rechtlichen Selbstverwaltung im Handwerk verankert. 
Im Januar 1933 wurde das damals so genannte Führerprinzip im Handwerk verankert. Das bedeutete, dass in allen Bereichen der Handwerksorganisationen die Führungspositionen durch NSDAP-Mitglieder besetzt wurden. Mit der „Dritten Verordnung über den vorläufigen Aufbau des deutschen Handwerks“ folgte am 18. Januar 1935 die Einführung des Großen Befähigungsnachweises mit dem Meisterbrief als Voraussetzung für die selbständige Betätigung im Handwerk und die Ausbildung von Lehrlingen. Am 31. März 1935 wurden die Gewerbekammern geschlossen und drei Handwerkskammern in Sachsen errichtet: Handwerkskammer Chemnitz, Handwerkskammer Dresden und Handwerkskammer zu Leipzig.
In der Zeit des Nationalsozialismus waren die Handwerkskammern komplett dem Staatsapparat und dessen Zielen untergeordnet, die Selbstverwaltung im Handwerk wurde abgeschafft. Mit der Auflösung des Deutschen Handwerks- und Gewerbekammertages im April 1943 folgte die Eingliederung der Kammern in die Reichswirtschaftskammer unter Aufsicht des Reichswirtschaftsministers.
In der DDR hatten die Handwerkskammern weiter Bestand, jedoch in veränderter Form. Am 20. August 1953 erließ die Regierung eine „Verordnung über die Umbildung der Vertretungen des Handwerks“. Die Landeshandwerkskammern wurden aufgelöst und Bezirkshandwerkskammern gebildet. Die Aufsicht über die Kammern hatten die Bezirksregierungen, eine Selbstverwaltung gab es nicht. Der Tätigkeitsbereich der Handwerkskammern in der DDR beschränkte sich auf administrative Aufgaben wie etwa die Mitwirkung an der Erfüllung der Planwirtschaft.
Die Friedliche Revolution in Leipzig im Herbst des Jahres 1989 schufen den Boden für eine grundlegende Neuorganisation des Handwerks und seiner Befreiung vom Zwang der Planwirtschaft. Noch vor der Wiedervereinigung der beiden deutschen Staaten schloss sich das Deutsche Handwerk am 21. Juni 1990 in Zwickau zusammen. Auf der Vollversammlung des Zentralverbandes Deutsches Handwerk (ZDH) und des Deutschen Handwerkskammertages (DHKT) am 26. November 1990 in Nürnberg folgte der formale Beitritt der Handwerkskammern in den damals so genannten Neuen Ländern – also auch der Handwerkskammer zu Leipzig – zum Zentralverband des Deutschen Handwerks und zum Deutschen Handwerkskammertag.
Im Jahr 2018 beging die Handwerkskammer zu Leipzig feierlich ihr 150-jähriges Jubiläum.

## Präsidenten
Im April und Mai 1990 wurden in freien und demokratischen Wahlen die Präsidenten und Vorstände der wiedergegründeten Kammern gewählt. Erster Präsident der Handwerkskammer zu Leipzig im wiedervereinigten Deutschland wurde Joachim Dirschka. Ihm folgte von Juli 2011 bis Dezember 2014 Ralf Scheler; er legte das Ehrenamt nieder, um Oberbürgermeister seiner Heimatstadt Eilenburg zu werden. Dann übernahm im Dezember 2014 Claus Gröhn das Amt. Aktuell ist Matthias Forßbohm Präsident der Handwerkskammer zu Leipzig (Stand: November 2022).

## Publikationen
- Unverzichtbar – Handwerkskammer zu Leipzig. Eigenpublikation, erste Auflage: 107 Seiten, Format > A4, Leipzig 2010; fünfte aktualisierte Auflage (mit Untertitel „Ein Rückblick“ und Logo „150 Jahre Handwerkskammer 1868–2018“): 152 Seiten, Leipzig 2018.
- Jutta Duclaud, Rainer Duclaud: Leipziger Zünfte. 232 Seiten, Berlin 1990, ISBN 978-3-373-00370-0
- 75 Jahre Gewerbe- und Handwerkskammer Leipzig 1862–1937. Eigenpublikation, Leipzig 1937